# Хомутов, Александр Дмитриевич
Александр Дмитриевич Хомутов (22 августа 1886 — 22 апреля 1938) — российский военный деятель, полковник. Частью современных историков считается агентом советской разведки.

## Биография
Родился в семье Дмитрия Фёдоровича (1850 — 1933), гласного земства (в 1880-е), затем управляющего Астраханскими, Воронежскими государственными имуществами, и Ольги Ивановны Хомутовых. В 1908 окончил Павловское военное училище. Участник Первой мировой войны. После Февральской революции находился в Петрограде. Вместе с генералом В. П. Разгильдеевым руководил контрреволюционными группами офицеров-измайловцев. Занимался отправкой офицеров на Юг России. 14 марта 1918 арестован, но каким-то образом сумел избежать наказания. Летом 1918 оказался в УНР, откуда уехал в Германскую империю. С мая 1919 управляющий гражданской частью Северного корпуса. Приказом генерала О. А. Крузенштерна непродолжительный срок, с июня до 3 июля 1919, начальник военно-гражданского управления. Сотрудничал с Н. Е. Марковым, провозил тюки с издаваемым тем газетой «Белый крест», закрытой генералом А. П. Родзянко. 31 июля 1919 назначен в распоряжение главнокомандующего Северо-Западным фронтом. С сентября того же года командир танкового ударного батальона. Затем в эмиграции в Веймарской республике. В 1921 исключён из полкового объединения. В 1920-х — 1930-х поддерживал контакты с легитимистскими организациями в Берлине, в частности с генералом В. В. Бискупским.  Вернулся в Советский Союз, работал в НКВД. Осуждён в особом порядке 22 апреля 1938 и расстрелян в тот же день. Захоронен на спецобъекте «Коммунарка».